# Mokradła z roślinnością zielną i zaroślową

Mapa występowania biomu mokradła z roślinnością zielną i zaroślową WWF

Mokradła z roślinnością zielną i zaroślową – biom obejmujący torfowiska, słodkowodne i słonowodne bagna oraz podmokłe formacje trawiaste i zaroślowe, występujące we wszystkich strefach klimatycznych.
W ujęciu International Vegetation Classification biom obejmuje różnego typu mokradła, w tym zalewane okresowo lub całorocznie, a także strefę szuwaru zbiorników wodnych. Roślinność biomu zdominowana jest przez rośliny mezomorficzne, pokrywające większość jego powierzchni, głównie helofityczne, w tym graminoidy (rośliny zielne o budowie trawiastej) i zarośla, niekiedy z dużym udziałem torfowców lub mchów brunatnych (prątników z rodziny krzywoszyjowatych). Zwarcie drzew nie przekracza tu 10%, formacje z większym ich działem zaliczane są już do tropikalnych lasów bagiennych i zalewowych lub takich samych lasów stref umiarkowanych.

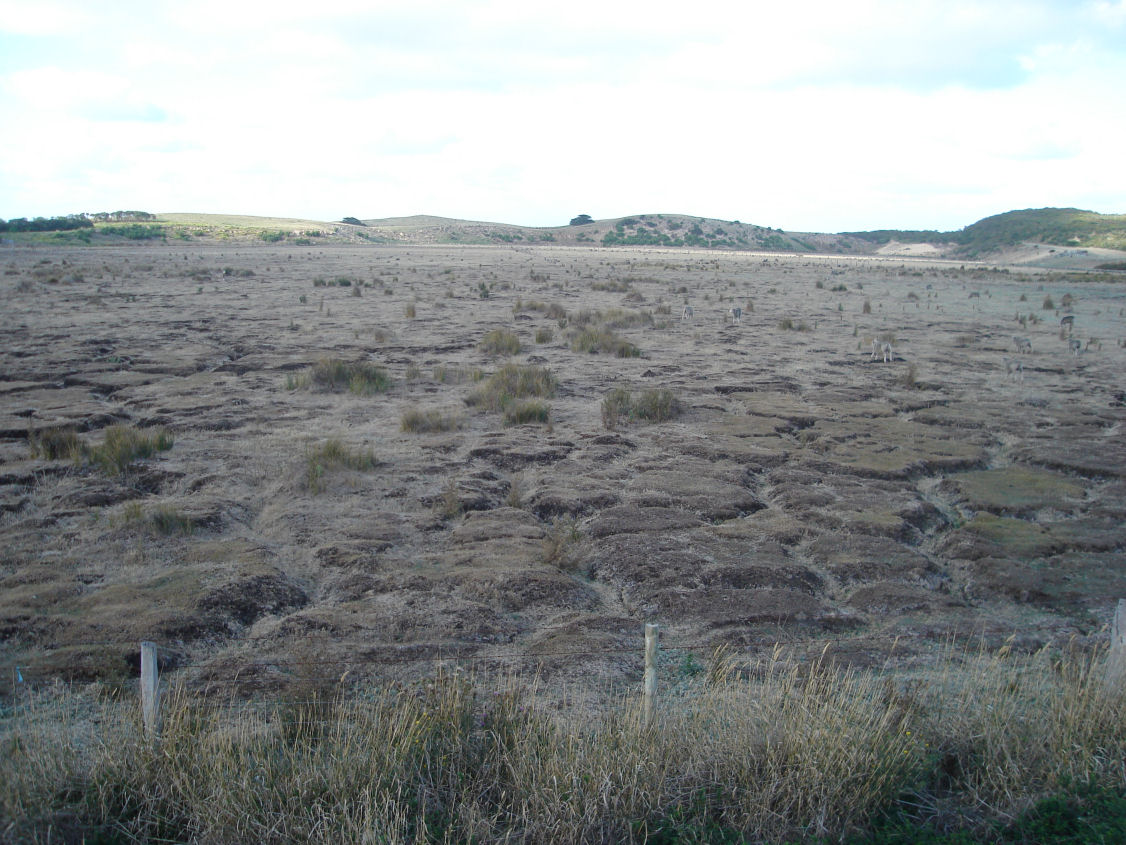
Torfowisko strefy tropikalnej w Australii

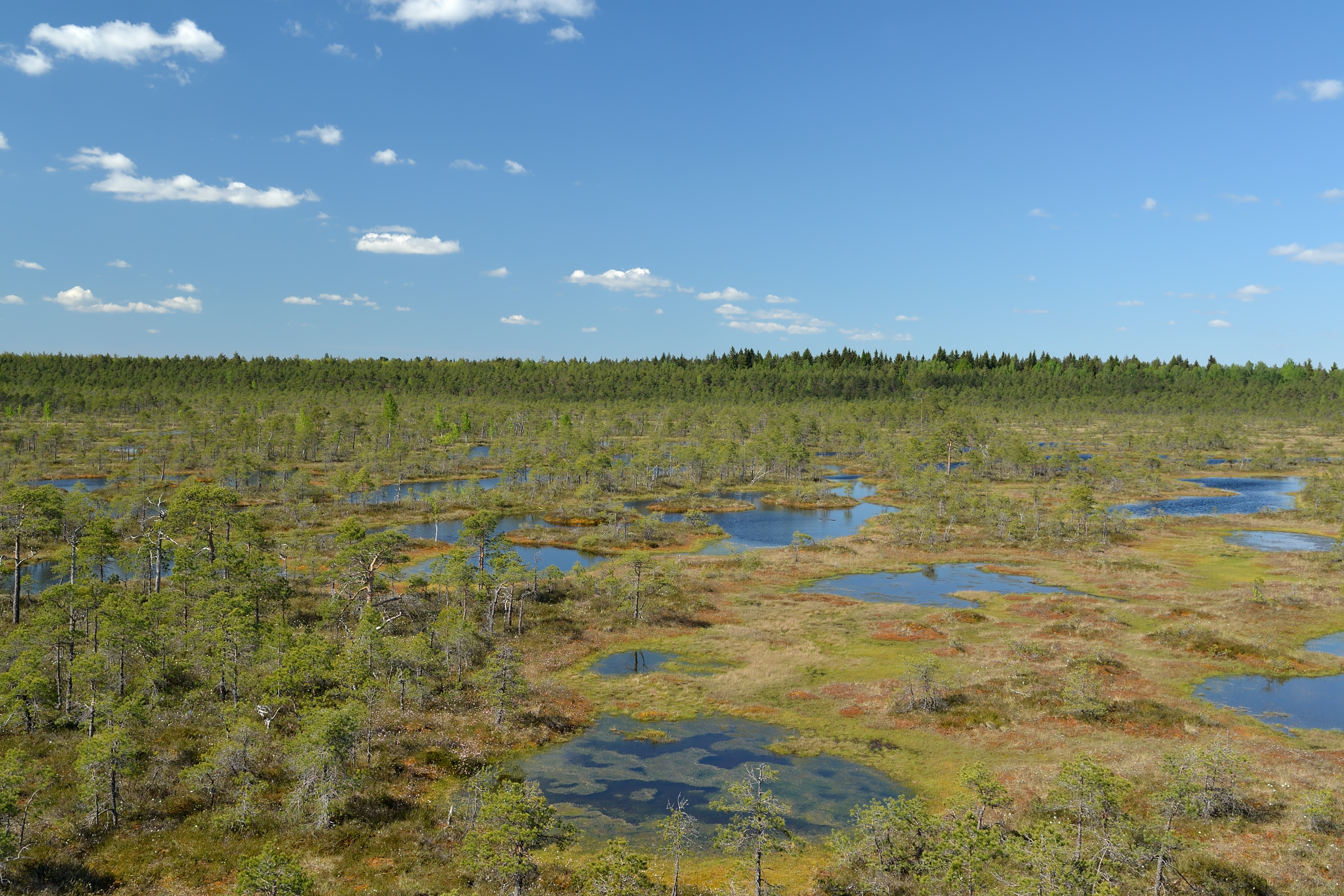
Torfowiska strefy umiarkowanej w Estonii

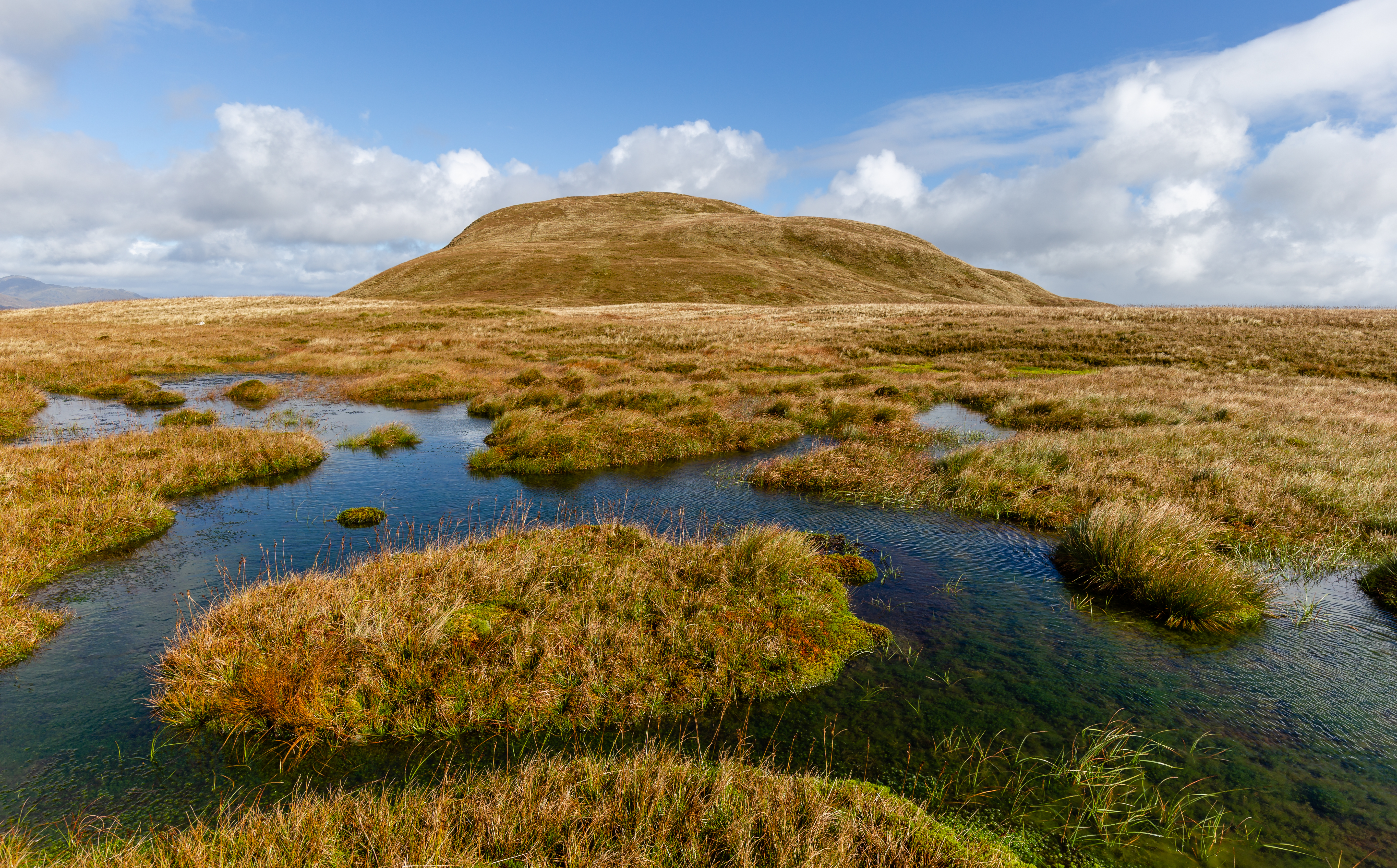
Torfowisko strefy umiarkowanej w Szkocji

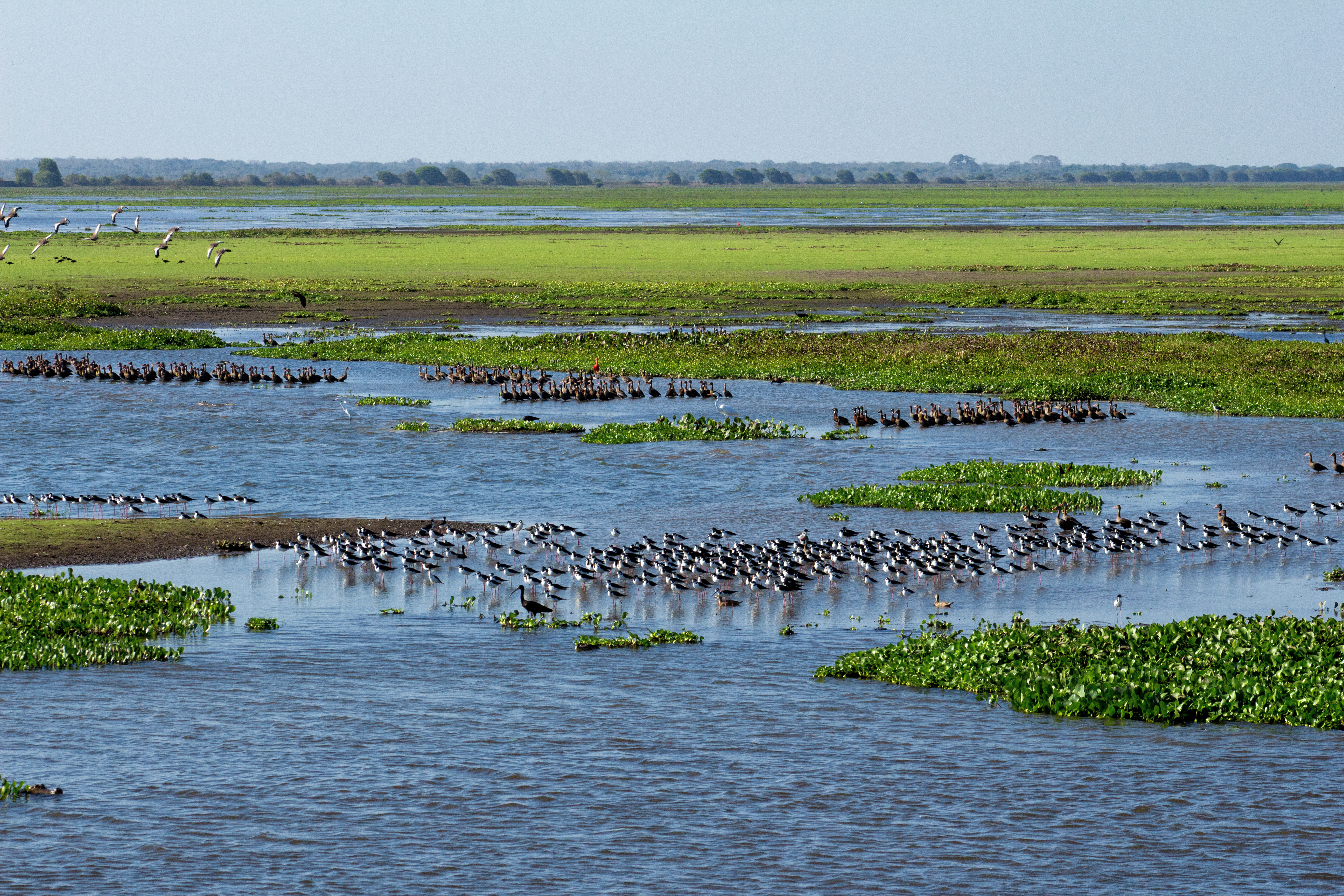
Sawanna zalewowa w Wenezueli

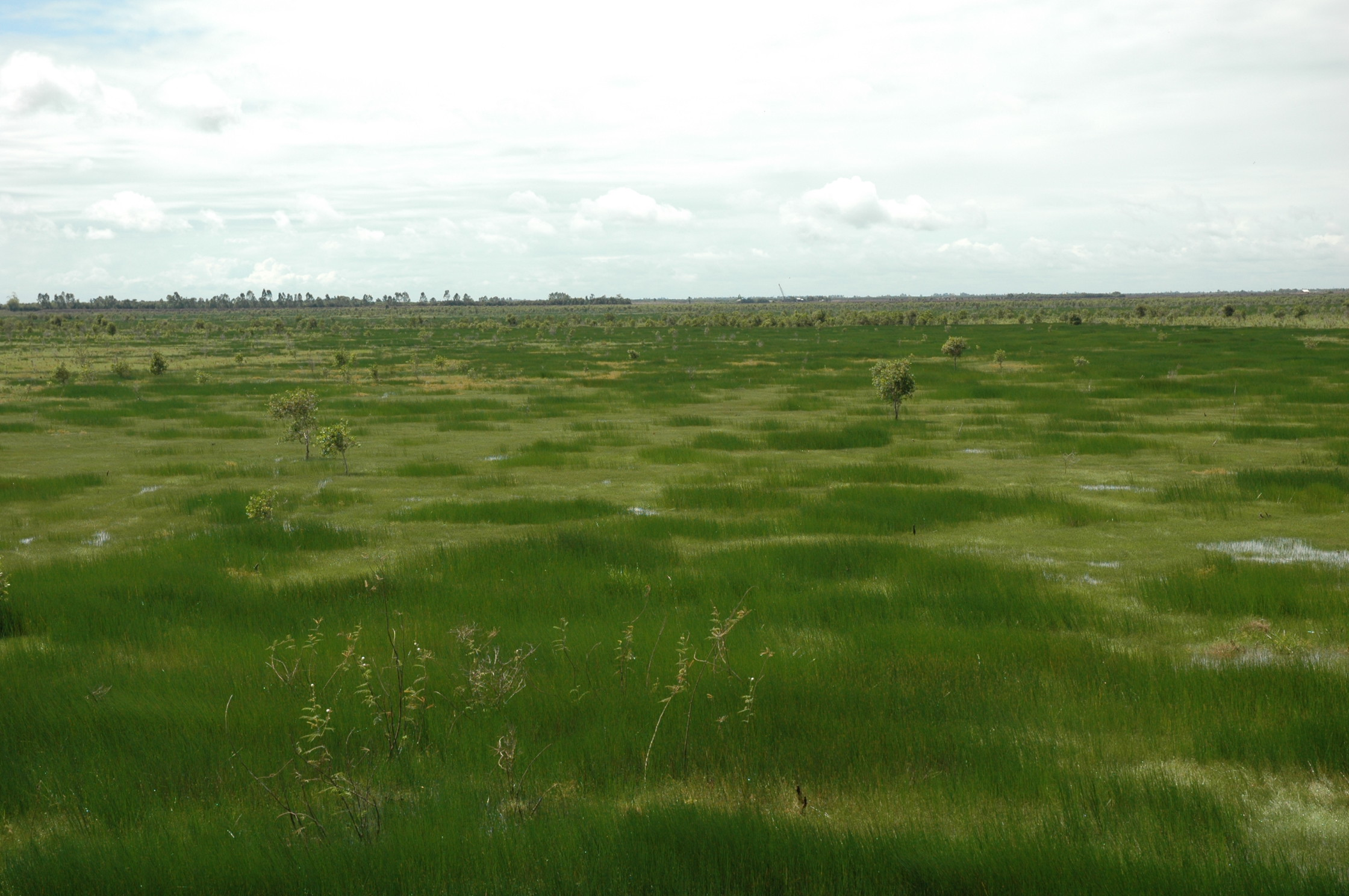
Zalewowa formacja trawiasta w Wietnamie

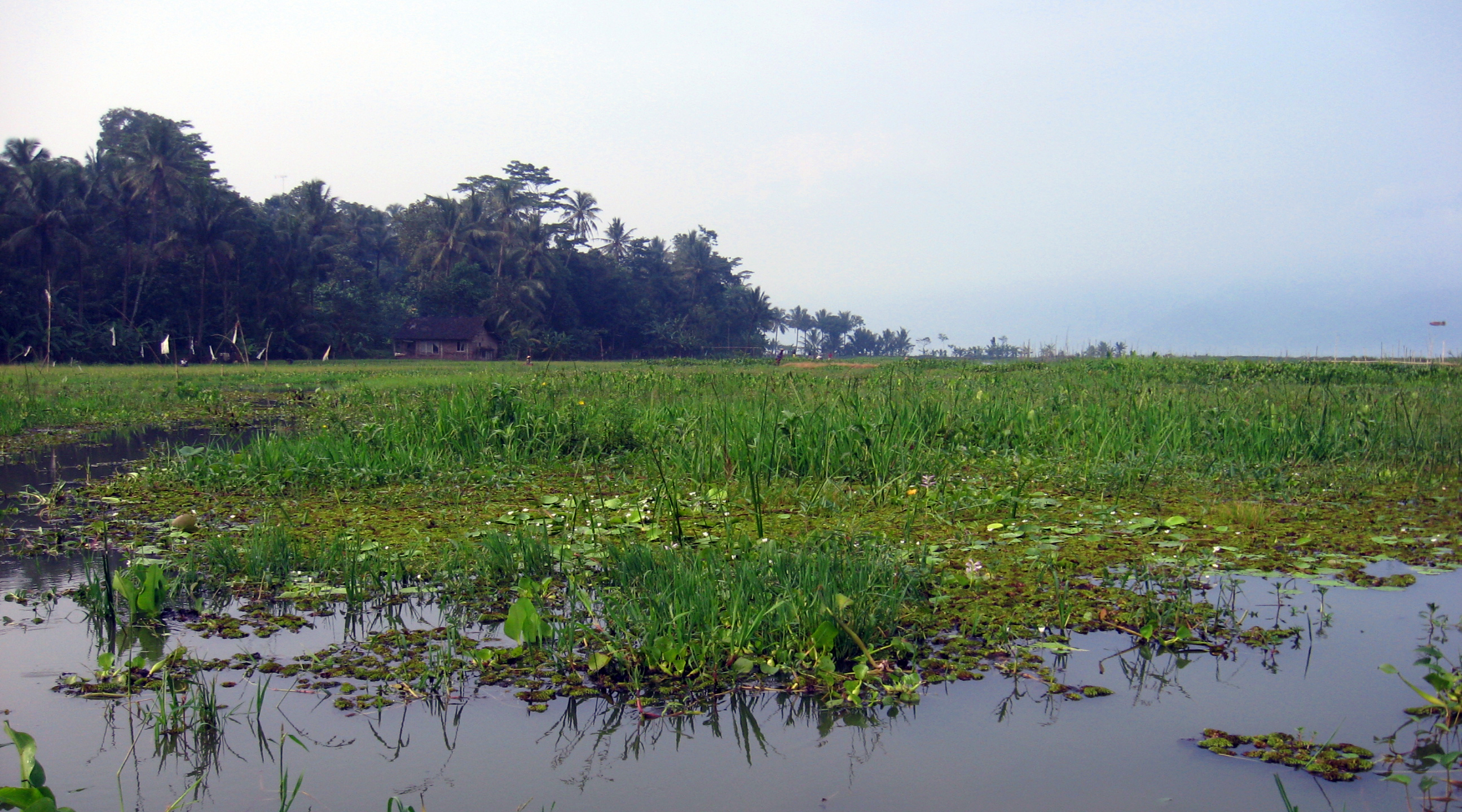
Mokradła w Indonezji

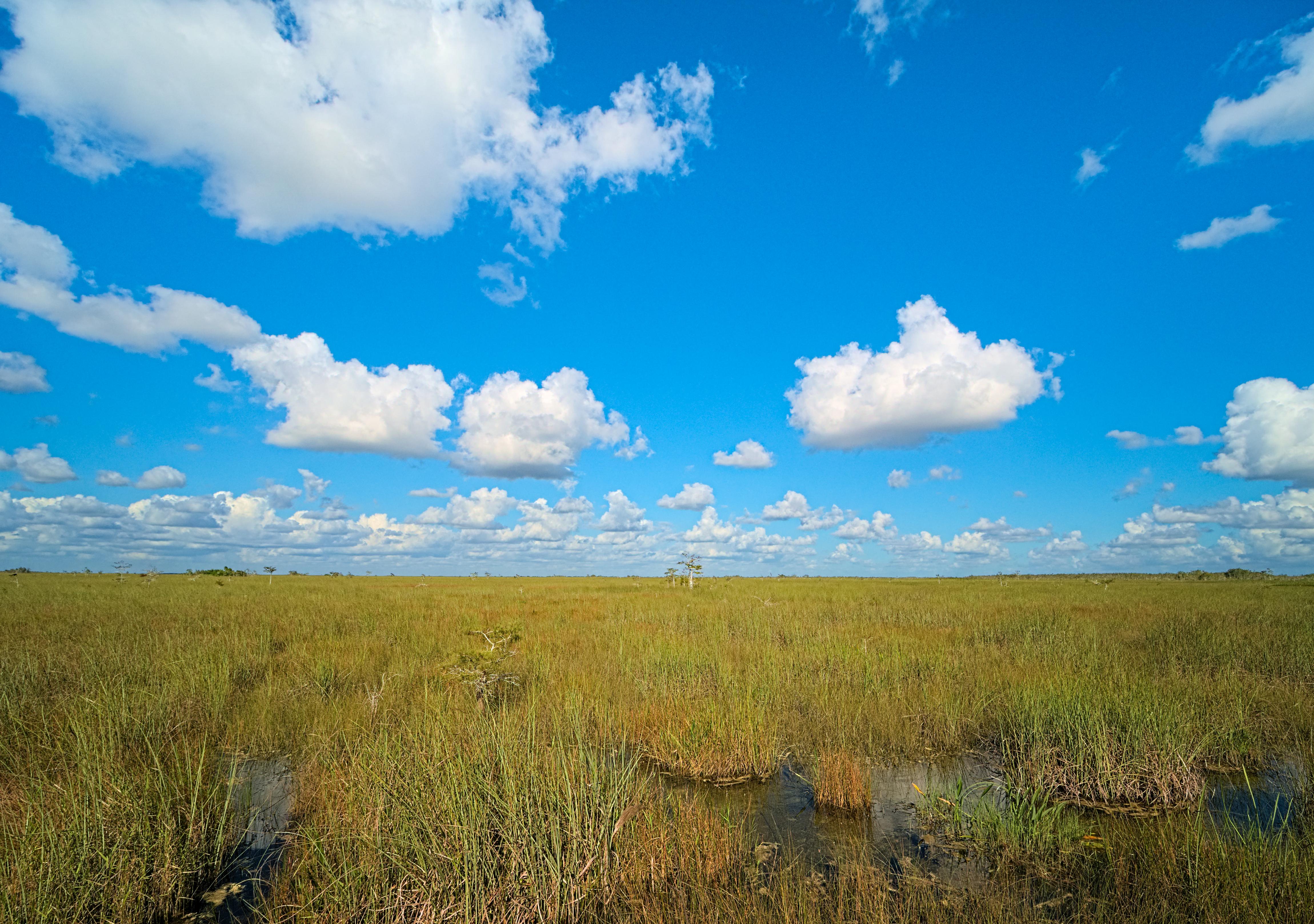
Mokradła Everglades w USA

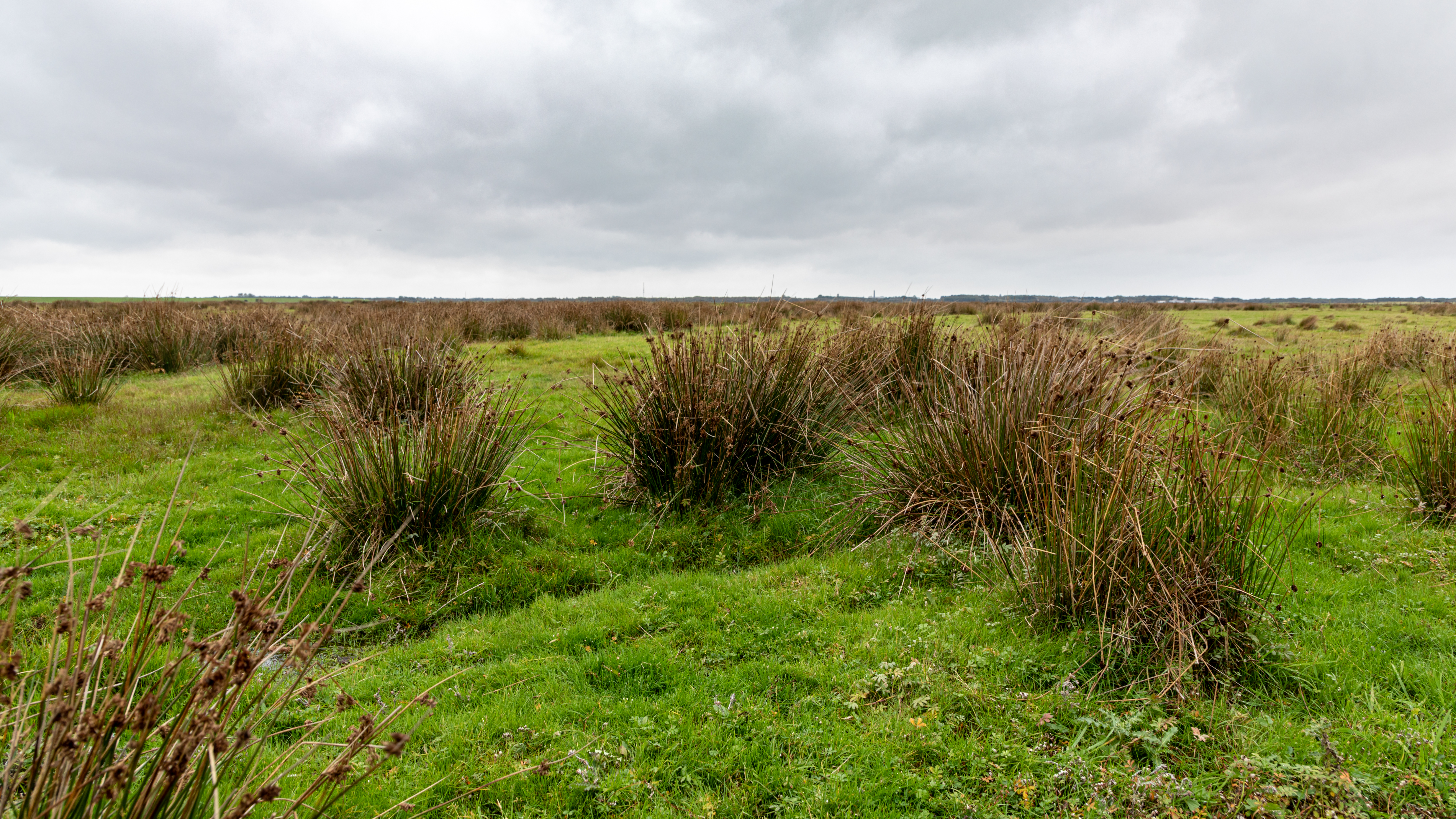
Mokradło w Niemczech

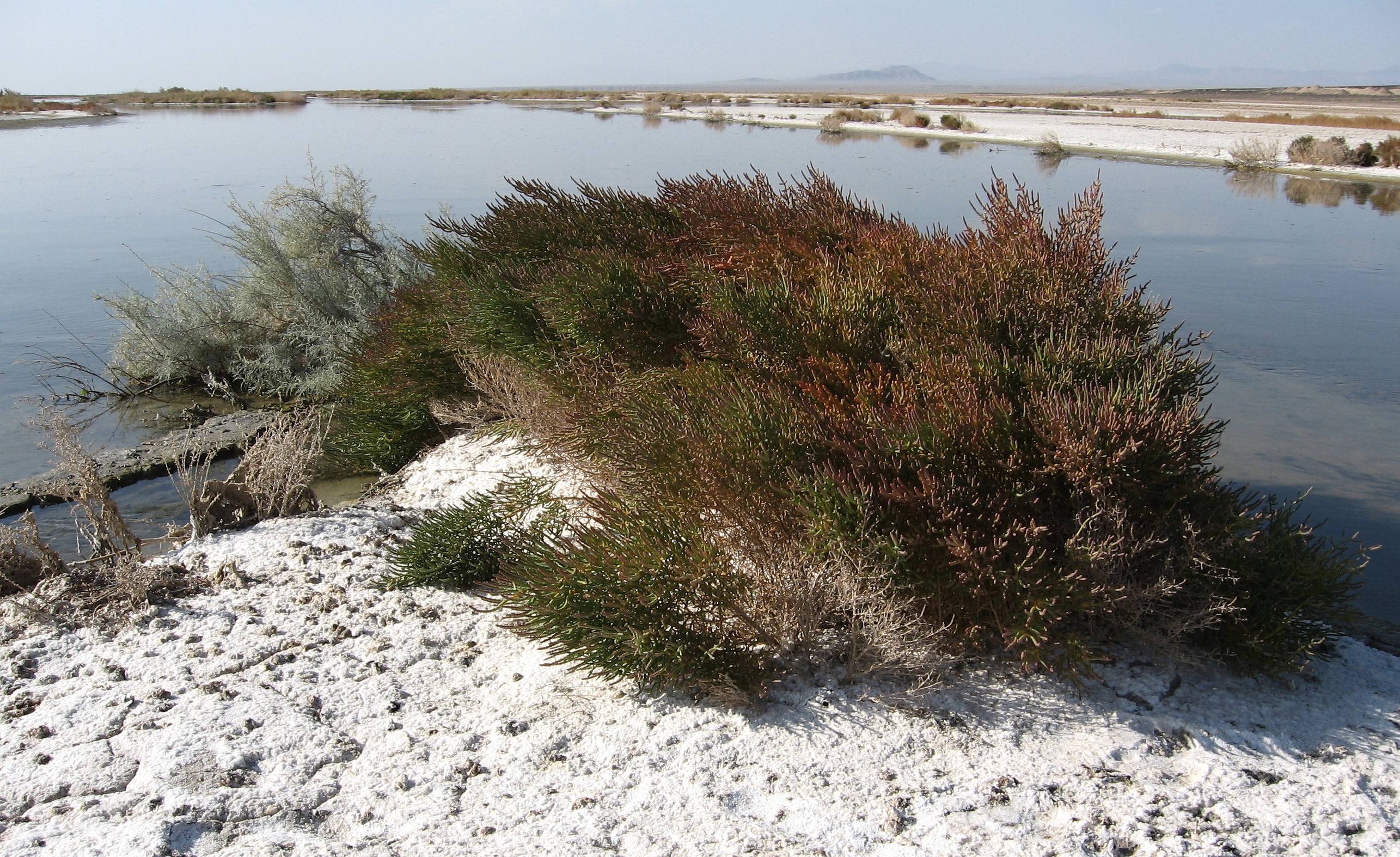
Solnisko w Iranie

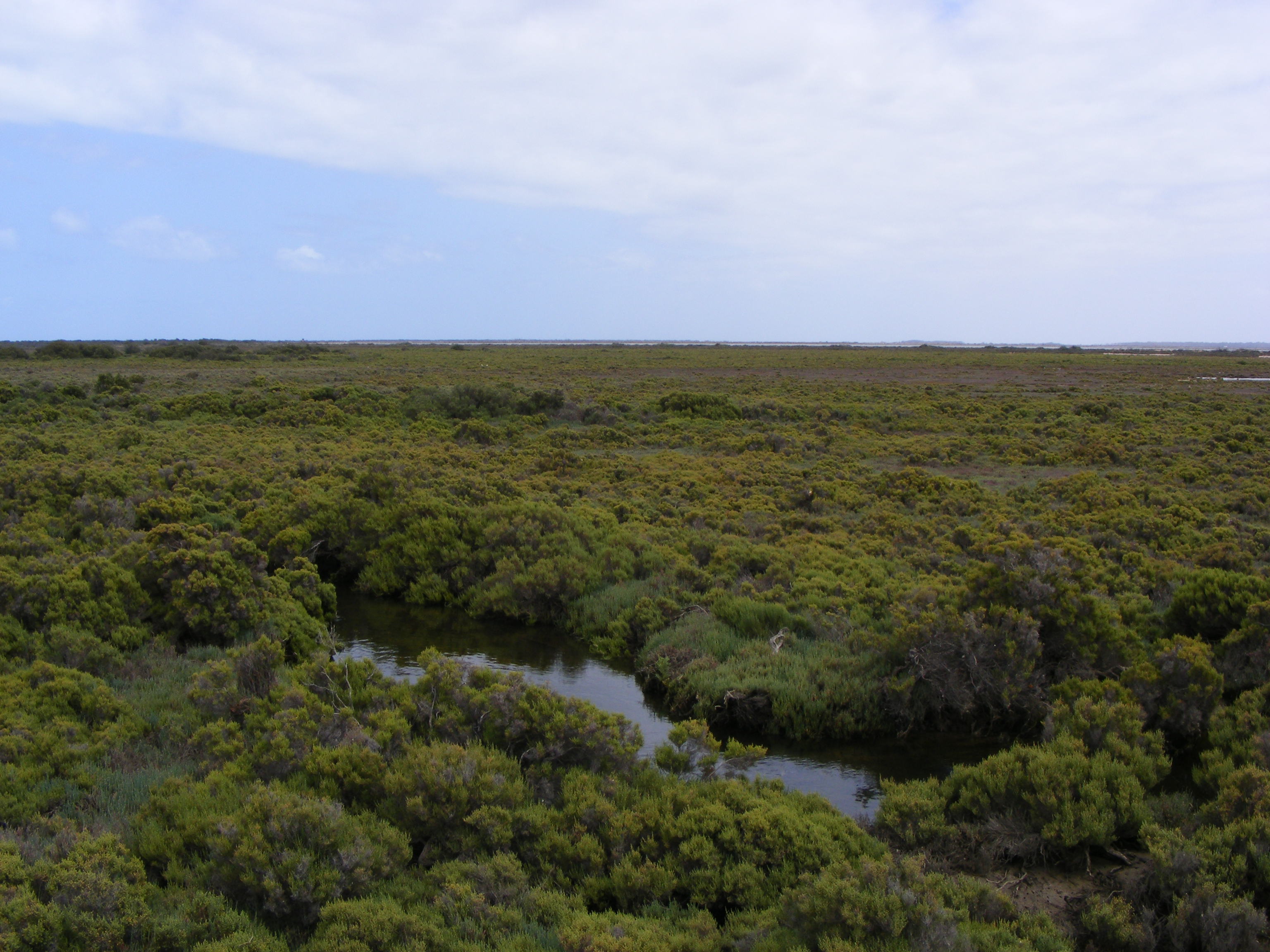
Mokradło słone w Australii

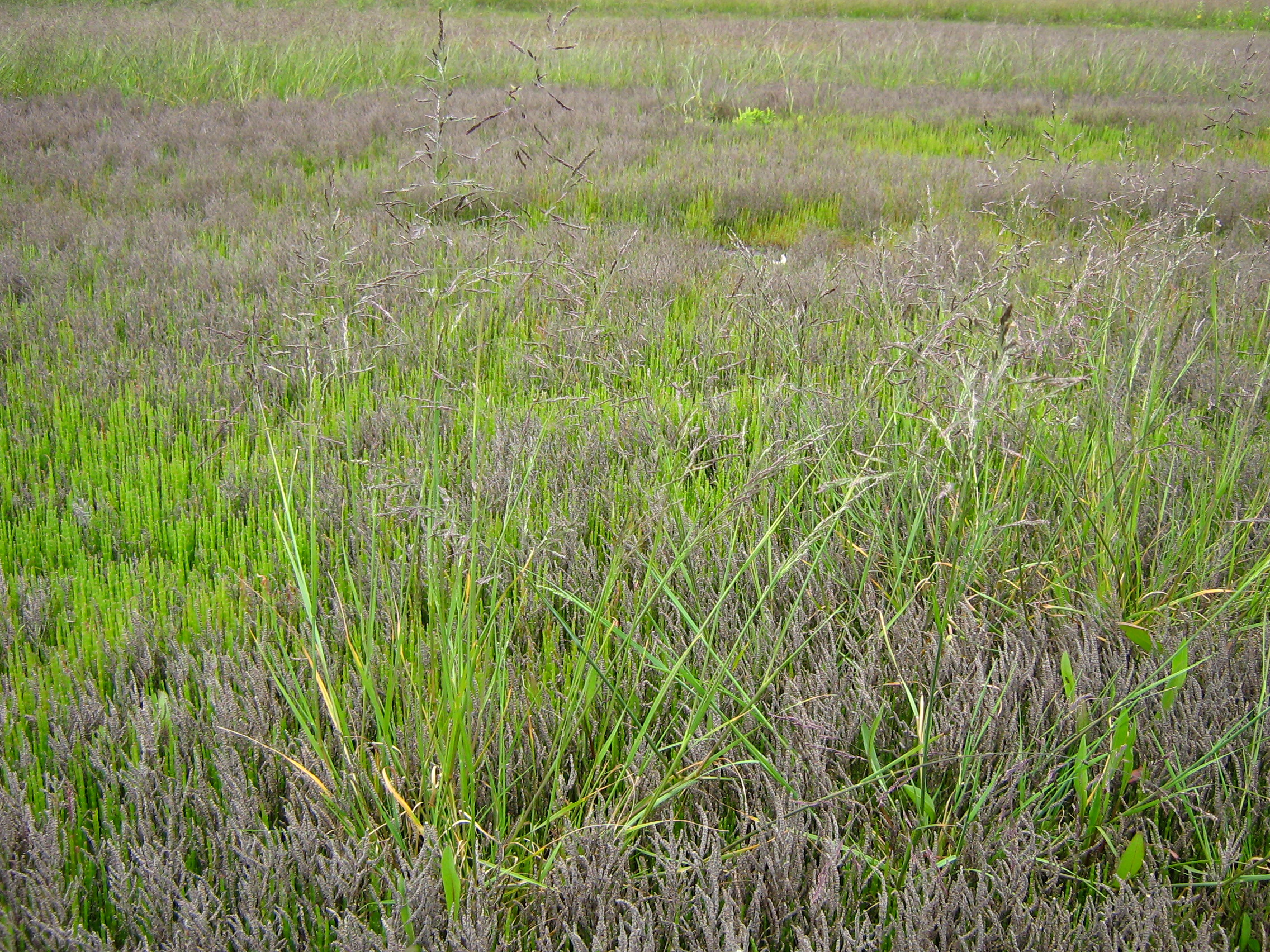
Słonorośla mokradła solnego w Polsce

## Klasyfikacje
Istnieje wiele klasyfikacji biomów i formacji roślinnych.
W międzynarodowej klasyfikacji roślinności (International Vegetation Classification, IVC) mokradła z roślinnością zielną i zaroślową (Shrub & Herb Wetland) stanowią podklasę 2.C. (S44) w klasie 2. Roślinność zielna i zaroślowa (Shrub & Herb Vegetation C02) i dzielą się na następujące formacje roślinne:
- Torfowiska tropikalne (2.C.1. Tropical Bog & Fen – F002), występują w miejscach, gdzie istnieją warunki do akumulacji torfu, a więc na zimnych, wilgotnych wyżynach górskich (np. w Andach) oraz na różnych nizinnych, bezdrzewnych obszarach zalewowych, na polanach lasów deszczowych, często na styku lasów mgielnych. Roślinność zdominowana jest przez ciborowate, wrzosowate i mchy torfowe. Właściwe torfowiska tropikalne (mszarno-turzycowe) są stosunkowo rzadkie. Zazwyczaj formacje te pokryte są mieszaną roślinnością turzyc i traw, miejscowo z karłowatymi drzewami lub krzewami. Przykładem torfowiska tropikalnego są torfowiska hawajskie. Większość z nich pokryta jest karłowatymi zaroślami, przeplatanym pagórkowatymi turzycowiskami, ze sporadycznie występującymi krzewami o wysokości do 2 metrów, rzadziej ze skupiskami torfowca i traw, z pojedynczymi krzewami i dużymi paprociami. Ponieważ torfowiec występuje sporadycznie, torf torfowisk hawajskich powstaje ze szczątków turzyc i traw z domieszkami szczątków drewna. Torfowiska tropikalne, w których zwarcie drzew przekracza 10%, traktuje się jako tropikalne lasy zalewowe i bagienne.
- Torfowiska strefy umiarkowanej, borealnej i subarktycznej (2.C.2. Temperate to Polar Bog & Fen – F016), występujące między 23° a 70° szerokości geograficznej północnej i rzadko w średnich szerokościach geograficznych półkuli południowej. Roślinność zdominowana jest przez torfowce lub mchy brunatne, zarośla wrzosowiskowe, graminoidy i niskie zarośla drzewiaste o wysokości do 5 metrów. Najsuchsze torfowiska, zwłaszcza na obszarze wiecznej zmarzliny, mogą być pokryte karłowatymi krzewami i porostami. Roślinność na torfowiskach jest ściśle związana z poziomem wody i jej składem chemicznym. Graminoidy i mszaki dominują w torfowiskach, gdzie lustro wody znajduje się na powierzchni. Krzewy pojawiają się na bardziej suchych torfowiskach, gdzie poziom wód gruntowych jest niższy. Drzewa pojawiają się na najbardziej suchych terenach, w których poziom wód gruntowych jest 20 cm poniżej powierzchni. Torfowiska z wodami ubogimi w substancje mineralne (kwaśne) zdominowane są przez torfowce i zarośla wrzosowiskowe. Torfowiska z wodami o nieco wyższym stężeniu substancji mineralnych zdominowane są przez turzyce i mchy brunatne (np. z rodzaju Drepanocladus). Torfowiska, w których zwarcie drzew przekracza 10%, traktuje się jako lasy zalewowe i bagienne stref umiarkowanych.
- Tropikalne słodkowodne bagna, podmokłe formacje trawiaste i zaroślowe (2.C.3. Tropical Freshwater Marsh, Wet Meadow & Shrubland – F030), występujące powszechnie na terenach podmokłych w klimacie równikowym, między 23° szerokości geograficznej północnej i południowej. Roślinność obejmuje wiecznie zielone helofity, głównie graminoidy, takie jak sitowate, trzciny i inne trawy oraz ciborowate, inne makrofity, takie jak nymfeidy i elodeidy, krzewy i rośliny nienaczyniowe, takie jak mchy brunatne, wątrobowce i zielenice. Pokrycie drzew nie przekracza 10% powierzchni, a górna granica zasolenia wynosi 0,5‰. Roślinność jest zwykle ułożona w odrębnych strefach o równoległych lub koncentrycznych wzorach, odpowiadających gradientowi głębokości wody, częstotliwości zalewania czy składowi chemicznemu wody. Sezonowe spadki poziomu wody mogą odsłaniać równiny błotne, takie jak mułowiska, zasiedlane przez pionierskie gatunki roślin zielnych i traw. Mokradła te charakteryzują się płytką wodą i zmiennym poziomem lustra wody, który zwykle zmienia się codziennie, sezonowo lub corocznie z powodu pływów, powodzi, ewapotranspiracji, uzupełniania wód gruntowych lub przesiąkania. Przykładem formacji są bagna występujące w dorzeczu Amazonki, na sezonowych sawannach, zdominowane przez Cyperus giganteus i Thalia geniculata, a także sezonowe sawanny zalewowe, w których dominują trawy (Hymenachne amplexicaulis, Panicum mertensii, Paspalum fasciculatum).
- Słodkowodne bagna, podmokłe formacje trawiaste i zaroślowe strefy umiarkowanej, borealnej i subarktycznej (2.C.4. Temperate to Polar Freshwater Marsh, Wet Meadow & Shrubland – F013), występujące między 23° a 70° szerokości geograficznej północnej i południowej na glebach błotnistych, zalewanych lub nasyconych wodą. Roślinność składa się w przynajmniej 10% z helofitów, w tym graminoidów (sitowatych, trzcin i innych traw, ciborowatych) i innych roślin zielnych, a także niskich do wysokich krzewów (głównie liściastych, zrzucających liście na zimę, a w strefach cieplejszych zimozielonych), innych makrofitów (pleustofitów i ryzofitów) i roślin nienaczyniowych, takich jak mchy brunatne, wątrobowce i zielenice. Zwierciadło wody zwykle pozostaje na powierzchni gleby lub pod nią, ale wody gruntowe pozostają na poziomie korzeni przez większą część sezonu wegetacyjnego, z wyjątkiem lat ekstremalnych suszy. W regionach półpustynnych niektóre bagna mogą zanikać na okres kilku lat, przeobrażając się w inne formacje roślinne, do czasu przywrócenia poziomu wody przez ponadprzeciętne opady i spływy. Bagno to teren podmokły minerotroficzny i zwykle eutroficzny. Wysokie poziomy składników odżywczych powodują wysoką produktywność roślin naczyniowych i dużą szybkość rozkładu materiału roślinnego pod koniec sezonu wegetacyjnego. Bagna produkują więc znaczne ilości gazów, takich jak metan i dwutlenek węgla. Bagna słodkowodne mają odczyn zwykle od obojętnego do silnie zasadowego, ze względu na obecność rozpuszczonych minerałów, takich jak związki wapnia, węglan potasu czy wodorowęglan potasu. Bagna występują w wielu układach geomorfologicznych, w tym na obszarach nisko położonych w sąsiedztwie rzek, jezior, morza i w każdym innym miejscu na powierzchni lądu, do którego mogą odpłynąć wody gruntowe. W regionach północnych bagna są powszechne w bogatych w składniki odżywcze terenach zalewowych w dolinach rzek lub u ich ujścia, na równiach aluwialnych i deltowych.
- Mokradła słone (2.C.5. Salt Marsh – F035), występujące na wszystkich szerokościach geograficznych, ale skoncentrowane w strefie klimatów umiarkowanych i chłodnych, między 23° a 70° szerokości geograficznej północnej i południowej. Formacja ta obejmuje tereny podmokłe, na których występuje płytka woda o zasoleniu na poziomie powyżej 0,5‰, a jej poziom zazwyczaj zmienia się głównie z powodu pływów wzdłuż wybrzeża lub sezonowych zmian głębokości wody w zagłębieniach. Nadbrzeżne mokradła słone występują przede wszystkim w strefie pływów. Obecne są na obszarach przynajmniej od czasu do czasu zalewanych przez przypływ, ale nie zalewanych podczas odpływu, w tym przy ujściach rzek, lagunach i po zawietrznej stronie wysp barierowych. Roślinność składa się głównie z helofitów, które pokrywają co najmniej 10% ich powierzchni, zwłaszcza roślin solniskowych, głównie graminoidów (sitowatych, trzcin i innych traw, ciborowatych), a także krzewów i innych roślin zielnych, takich jak ryzofity. Na mokradłach słonych pływowych roślinność jest zwykle ułożona w odrębnych strefach równoległych do gradientu częstotliwości i czasu trwania pływu czy składu chemicznego wody. W przypadku słonych mokradeł niepływowych roślinność również ułożona jest w odrębnych strefach, ale jest ich mniej; zazwyczaj pośrodku mokradła znajduje się jałowe solnisko, które otoczone jest szuwarem roślin sitowatych, a następnie zewnętrzną strefą słonolubnych roślin zielnych i traw. Sezonowe spadki poziomu wody mogą odsłaniać mułowiska zarastane pionierskimi gatunkami roślin zielnych. Większość mokradeł słonych leży w klimacie umiarkowanym lub subarktycznym. Tropikalne mokradła słone często występują razem z namorzynami. W Australii występuje ponad milion hektarów słonych mokradeł, przy czym większość z nich jest tropikalna. Tropikalne mokradła słone są ubogie gatunkowo. Wraz ze wzrostem stężenia soli w słonych mokradłach niepływowych rozwój roślinności staje się utrudniony, z uwagi na toksyczność dla roślin.

W klasyfikacji siedlisk Międzynarodowej Unii Ochrony Przyrody wyróżniona jest klasa siedlisk:
- Mokradła śródlądowe (Wetlands (inland)), obejmująca oprócz terenów podmokłych słodko i słonowodne śródlądowe cieki, zbiorniki wodne, oazy, delty i krasy[2].

W klasyfikacji biomów stosowanej przez Elgene Boxa i Kazue Fujiwary mokradła nie są wyodrębniane.
W typologii formacji roślinnych stosowanej przez World Wide Fund for Nature (WWF) wyróżniany jest biom:
- zalewowe formacje trawiaste i sawanny (Flooded Grasslands and Savannas).

W tym układzie wiele siedlisk mokradłowych zajmujących mniejsze obszary włączane jest do innych ekoregionów, zwykle leśnych. 

## Ekoregiony WWF
Biom zalewowe formacje trawiaste i sawanny dzielony jest przez World Wide Fund for Nature (WWF) na następujące ekoregiony:
- w Afryce
  - AT0901 Słonorośla Afryki Wschodniej (East African halophytics)
  - AT0902 Słonorośla Etoszy (Etosha Pan halophytics)
  - AT0903 Sawanna zalewowa Maciny (Inner Niger Delta flooded savanna)
  - AT0904 Sawanna zalewowa jeziora Czad (Lake Chad flooded savanna)
  - AT0905 Mokradła Sudd (Saharan flooded grasslands)
  - AT0906 Nadbrzeżna zambezyjska sawanna zalewowa (Zambezian coastal flooded savanna)
  - AT0907 Mokradła zambezyjskie (Zambezian flooded grasslands)
  - AT0908 Słonorośla Makgadikgadi (Zambezian halophytics)
  - PA0904 Sawanna zalewowa delty Nilu (Nile Delta flooded savanna)
  - PA0905 Słonorośla Sahary (Saharan halophytics)
- w Azji
  - IM0901 Sezonowe mokradło słone Wielkiego Rannu (Rann of Kutch seasonal salt marsh)
  - PA0901 Amurski step łąkowy (Amur meadow steppe)
  - PA0902 Słona łąka Zatoki Pohaj (Bohai Sea saline meadow)
  - PA0903 Mokradło rzeki Nen Jiang (Nenjiang River grassland)
  - PA0906 Słone mokradła Mezopotamii (Tigris-Euphrates alluvial salt marsh)
  - PA0907 Łąki i łąki leśne jeziora Chanka (Suiphun-Khanka meadows and forest meadows)
  - PA0908 Słona łąka Morza Żółtego (Yellow Sea saline meadow)
- w Ameryce (państwo neotropikalne)
  - NT0902 Mokradła kubańskie (Cuban wetlands)
  - NT0903 Mokradła jeziora Enriquillo (Enriquillo wetlands)
  - NT0904 Everglades (Everglades)
  - NT0905 Mokradła Guayaquil (Guayaquil flooded grasslands)
  - NT0906 Mokradła Orinoko (Orinoco wetlands)
  - NT0907 Pantanal (Pantanal)
  - NT0908 Sawanna zalewowa Parany (Parana flooded savanna)
  - NT0909 Sawanna zalewowa Międzyrzecza Argentyńskiego (Southern Cone Mesopotamian savanna)

W ramach projektu Global 200 WWF wyróżnił następujące ekoregiony mokradeł z roślinnością zielną i zaroślową jako charakteryzujące się wyjątkową różnorodnością biologiczną, reprezentatywne dla ekosystemów Ziemi i priorytetowe dla ochrony przyrody: 
- w Afryce:
  - Mokradła Sudd i Sahelu (Sudd-Sahelian Flooded Grasslands and Savannas) – status ochrony: krytycznie zagrożony
  - Sawanny zalewowe zambezyjskie (Zambezian Flooded Savannas) – status ochrony: narażony
- w Ameryce:
  - Everglades (Everglades Flooded Grassland) – status ochrony: narażony
  - Sawanny zalewowe Pantanalu (Pantanal Flooded Savannas) – status ochrony: krytycznie zagrożony
- w Azji:
  - Mokradła Wielkiego Rannu (Rann of Kutch Flooded Grasslands) – status ochrony: krytycznie zagrożony